# Microconops atricornis
Microconops atricornis är en tvåvingeart som beskrevs av Krober 1919. Microconops atricornis ingår i släktet Microconops och familjen stekelflugor. Inga underarter finns listade i Catalogue of Life.